# Râul Vancea
Râul Vancea este unul din cele două brațe care formează râul Bolovăniș. 

## Hărți
- Harta Munții Tarcău  Arhivat în 22 februarie 2010, la Wayback Machine.